# Lift Me Up (песня Рианны)
«Lift Me Up» (с англ. — «Подними меня») — сингл, записанный барбадосской певицей Рианной. Композиция была представлена 28 октября 2022 года на лейблах Def Jam Recordings, Westbury Road, Roc Nation и Hollywood Records в качестве ведущего сингла к альбому саундтреков к супергеройскому фильму «Чёрная пантера: Ваканда навеки» (2022). Баллада в стиле R&B была написана и спродюсирована Людвигом Йоранссоном, а также Рианной, Райаном Куглером и нигерийской певицей Темс. Песня знаменует собой первую сольную музыкальную работу Рианны после выхода её студийного альбома Anti (2016) и её первую работу за два с половиной года.
Песня поляризовала музыкальных критиков; некоторые хвалили голос Рианны, в то время как другие называли тексты и продакшн «посредственными». В коммерческом плане сингл «Lift Me Up» занял первое место в Швейцарии, второе место в американском Billboard Hot 100, также вошёл в пятёрку лучших в Австралии и Великобритании и в десятку лучших в других странах.

## Предыстория
В 2017 году Рианна взяла длительный перерыв в музыке после выпуска своего восьмого студийного альбома Anti (2016) и нескольких совместных работ, в том числе «Wild Thoughts» с DJ Khaled, «Lemon» с NERD, «Loyalty» с Кендриком Ламаром и её последняя совместная работа «Believe It» с PartyNextDoor. После рождения первого ребёнка певицы 13 мая 2022 года Рианна заявила, что работает над новым материалом для записи.
18 октября 2022 года было подтверждено, что певица записала две песни для саундтрека к фильму Marvel Studios «Чёрная пантера: Ваканда навеки», продолжению фильма «Черная пантера» (2018). Помимо «Lift Me Up», Рианна записала трек «Born Again». 26 октября Рианна объявила о выпуске своего первого сольного сингла после «Love on the Brain» (2016), с «Lift Me Up», который появился в альбоме саундтреков «Чёрная пантера: Ваканда навеки» релиз которого состоялся 11 ноября 2022 года.

## Композиция
Согласно Clash, «Lift Me Up» — это «эмоциональная» баллада в стиле R&B, которая «говорит от всего сердца». Спродюсированная шведским композитором Людвигом Йоранссоном, написавшим музыку к фильму, песня является данью уважения покойному Чедвику Боузману, сыгравшему Т’Чаллу, главного героя в фильме «Чёрная пантера»; Боузман умер 28 августа 2020 года. Песня была написана Рианной, Йоранссоном, Райаном Куглером и Темс. Последняя рассказала о смысле и творческом процессе песни: 
Поговорив с Райаном и услышав его направление для фильма и песни, я захотела написать что-то, что изображало бы тёплые объятия всех людей, которых я потеряла в своей жизни. Я попыталась представить, как бы я себя чувствовала, если бы могла спеть им сейчас и выразить, как сильно я по ним скучаю. Рианна была источником вдохновения для меня, поэтому услышать, как она исполнит эту песню, для меня большая честь.

—  Tems.
Песня исполняется в тональности ля мажор в темпе 89 ударов в минуту в общем такте. Он следует последовательности аккордов A—Bm—E, а вокал Рианны в песне простирается от G♯3 до E5.

## Отзывы
Спенсер Корнхабер из The Atlantic охарактеризовал песню как «великолепную» и заявил, что она «построена вокруг её голоса и подтверждает право собственности на её теперь вездесущее звучание». Бьянка Бетанкур из Harper’s Bazaar считает, что Рианна может получить свою первую номинацию на премию «Оскар» за лучшую оригинальную песню за песню «Lift Me Up». Дилан Грин из Pitchfork охарактеризовал голос певицы как «зрелый, с полированным блеском красного дерева», способный удерживать «балладу на плаву, продавая каждую ноту крещендо и тревоги», однако он также описал его как «общий саундтрек» из «Чёрная пантера: Ваканда навсегда». Shaad D'Souza из The Guardian не был особенно впечатлён лирическим содержанием песни, написав, что она «лёгкая и откровенно анонимная, далёкая от яркой, пресыщенной и очень эмоциональной лирики Anti, полагая, что это не настоящий альбом-камбэк Рианны. Тем не менее, журналист оценил породакшн и звуки, описав их как «мягкую, качающуюся балладу, построенную вокруг прекрасной арпеджио-арфы и безмятежных струнных», хотя «в них мало веса и силы песен Темс, таких как «Free Mind». Эд Поттон из The Times оценил трек на 2 звезды из 5, написав, что, хотя он «безупречно спет Рианной на тонких струнах», он «запоминающийся» и «мягкий», добавив, что он «звучит как результат заседания комитета: благонамеренный, безобидный, полностью лишённый индивидуальности».
Песня была представлена на 13-й церемонии вручения премии Hollywood Music in Media Awards, которая состоялась 16 ноября 2022 года, и получила награду в категории «Лучшая оригинальная песня в художественном фильме»
.

## Видеоклип
Музыкальное видео на песню представлено 28 октября 2022 года на официальном YouTube-канале Рианны. Режиссёром видео выступила Отем Дюральд. В клипе изображены кадры Рианны на пустынном пляже, которые перемежаются с короткими сценами из фильма.

## Коммерческий успех
На разных стриминговых платформах сингл «Lift Me Up» дебютировал под №1 в чартах 45 стран на Apple Music, а также дебютировал на 3-м месте в мировом рейтинге Spotify собрав 7,6 миллионов прослушиваний за первый день.
Песня «Lift Me Up» дебютировала с почти 8 млн потоковых прослушиваний в США и 10,000 цифровых продаж на 28 октября, а в течение следующих двух дней трек набрал ещё 6,9 млн прослушиваний и 6,000 цифровых продаж трека, по сообщению MRC Data. В итоге сингл дебютировал на второй позиции в чарте Billboard Hot 100 (США), уступив первое место песне Тейлор Свифт «Anti-Hero» (2022). За первую неделю песня собрала 48,1 млн радиоэфиров, 26,2 млн потоков и 23,000 цифровых загрузок и стала первой записью Рианны в топ-10 Billboard Hot 100 со врёмен «Wild Thoughts» (2017). Песня является 32-й по счёту в дискографии Рианны, дебютировавшей в топ-10 Billboard Hot 100, а также её самым высоким дебютом с момента коллаборации с Эминемом в 2010 году, с песней «Love the Way You Lie». Композиция также дебютировала под номером три в чарте Digital Songs Sales – песня Рианны заняла 36-е место в десятке лучших в чарте. Одновременно песня стартовала с шестой позиции в чарте Radio Songs, став лишь четвёртым дебютом в десятке лучших треков после создания чарта в 1998 году. Сингл возглавил чарты Hot R&B/Hip-Hop Songs и Hot R&B Songs, заняв восьмое и шестое места соответственно.
В Великобритании «Lift Me Up» дебютировал на третьей позиции в официальном UK Singles Chart, что стало самым высоким результатом этой недели в чарте. Одновременно он стал первым синглом Рианны в пятёрке лучших треков за пять лет и её сольным синглом с самым высоким рейтингом в Великобритании за десятилетие после «Diamonds» (2012). Кроме того, песня стала 31-й по счёту в дискографии Рианны, попавшей в топ-10, а также 50-й в топ-40 в Великобритании. Песня также дебютировала под номером три в ирландском Irish Singles Chart. В Австралии композиция дебютировала под номером пять в чарте ARIA Singles Chart.

## Список композиций
Слова и музыка всех песен — написаны Людвигом Йоранссоном, Робин Фенти, Райаном Куглером и Темиладе Опенийи.
| №                   | Название                    | Длительность |
| ------------------- | --------------------------- | ------------ |
| 1.                  | «Lift Me Up»                | 3:17         |
| 2.                  | «Lift Me Up (Instrumental)» | 3:17         |
| Общая длительность: | Общая длительность:         | 6:34         |

## Участники записи
Информация взята из сервиса Tidal.
- Робин Фенти — вокал, автор текста, композитор
- Темиладе Опенийи — автор текста, композитор, бэк-вокалист
- Райан Куглер — автор текста, композитор
- Людвиг Йоранссон — продюсер, автор текста, композитор, фортепиано
- Mono Blanco — дополнительный вокал
- Kuk Harrell — вокальный продюсер
- Chris Gehringer — мастеринг-инженер
- Manny Marroquin— микшер
- Marco Carriòn — инженер звукозаписи
- Marcos Tovar — инженер звукозаписи
- Osarumen «LMBSKN» — инженер звукозаписи
- Osamuyi — инженер звукозаписи
- Oamen «SirBastien» — инженер звукозаписи
- Irabor — инженер звукозаписи
- Frank Rodriguez — инженер звукозаписи
- Trey Pearce — ассистент, инженер звукозаписи
- Robert N. Johnson — ассистент, инженер звукозаписи
- Patrick Gardinor — ассистент, инженер звукозаписи
- Hayden Duncan — ассистент, звукоинженер
- Lou Carrao — ассистент, звукорежиссёр

## Чарты

### Еженедельные чарты
| Чарт (2022)                           | Позиция в чарте |
| ------------------------------------- | --------------- |
| Австралия (ARIA)                      | 5               |
| Австрия (Ö3 Austria Top 40)           | 11              |
| Бельгия (Ultratop 50 Flanders)        | 13              |
| Бельгия (Ultratop 50 Wallonia)        | 8               |
| Бразилия (Billboard)                  | 23              |
| Великобритания UK Singles (OCC)       | 3               |
| Вьетнам (Vietnam Hot 100)             | 18              |
| Германия (Official German Charts)     | 9               |
| Дания (Tracklisten)                   | 8               |
| Ирландия (IRMA)                       | 3               |
| Исландия (Plötutíðindi)               | 6               |
| Италия (FIMI)                         | 33              |
| Канада (Canadian Hot 100)             | 3               |
| Канада CHR/Top 40 (Billboard)         | 25              |
| Канада Hot AC (Billboard)             | 32              |
| Литва (AGATA)                         | 8               |
| Нидерланды (Dutch Top 40)             | 21              |
| Нидерланды (Single Top 100)           | 12              |
| Новая Зеландия (Recorded Music NZ)    | 3               |
| Норвегия (VG-lista)                   | 3               |
| Республика Корея BGM (Circle)         | 87              |
| Республика Корея Download (Circle)    | 193             |
| Румыния (Billboard)                   | 10              |
| Сингапур (RIAS)                       | 28              |
| Словакия (Rádio Top 100)              | 50              |
| Словакия (Singles Digitál Top 100)    | 4               |
| США Billboard Hot 100                 | 2               |
| США Adult Contemporary (Billboard)    | 17              |
| США Adult Top 40 (Billboard)          | 18              |
| США Hot R&B/Hip-Hop Songs (Billboard) | 1               |
| США Mainstream Top 40 (Billboard)     | 20              |
| США R&B/Hip-Hop Airplay (Billboard)   | 12              |
| США Rhythmic (Billboard)              | 16              |
| Франция (SNEP)                        | 3               |
| Хорватия (Billboard)                  | 5               |
| Чехия (Singles Digitál Top 100)       | 24              |
| Швейцария (Schweizer Hitparade)       | 1               |
| Швеция (Sverigetopplistan)            | 11              |
| Япония Hot Overseas (Billboard Japan) | 2               |
| Global 200 (Billboard)                | 3               |

## История релиза
| Регион | Дата            | Формат | Версия                        | Лейбл              | Прим.                |
| ------ | --------------- | --- | ----------------------------- | ------------------ | -------------------- |
| Мир    | 28 октября 2022 | Цифровая загрузка стриминг видеоклип                                                                                                 | Оригинальная Инструментальная | Westbury Road      | [ 65 ]               |
| Италия | 28 октября 2022 | Radio AirPlay | Оригинальная                  | Universal          | [ 66 ]               |
| США    | 31 октября 2022 | Adult album alternative radio adult contemporary radio hot adult contemporary radio modern adult contemporary radio                  | Оригинальная                  | Roc Nation Def Jam | [ 67 ] [ 68 ]        |
| США    | 1 ноября 2022   | Contemporary hit radio rhythmic contemporary radio urban adult contemporary radio Urban contemporary music\|urban contemporary radio | Оригинальная                  | Roc Nation Def Jam | [ 69 ] [ 70 ] [ 71 ] |

## Награды и номинации
| Организация                     | Год  | Категория                            | Результат | Ист.   |
| ------------------------------- | ---- | ------------------------------------ | --------- | ------ |
| Hollywood Music in Media Awards | 2022 | Best Original Song in a Feature Film | Победа    | [ 72 ] |